# 马克·克拉斯
马克·克拉斯（英語：Mark A. Kolars），奥地利人，电影后期工程师，因在网络上发表种族主义和辱华言论而受到媒体关注。

## 生平
马克·克拉斯在奥地利艾森施塔特州理工学院毕业。2006年，密德萨斯大学创意媒体硕士毕业，供职于北京大学软件学院，担任艺术系外籍教师。2008年，担任湖南大学外籍教师，期间参与中影的一系列电影，包括《可可西里》、《太行山上》、《集结号》、《功夫之王》等。2012年，进入中国科学院自动化所研究所工作，2019年11月，他在网络上发表一系列辱华言论，比如“不是种族歧视，只是讨厌肮脏的黄种人”、“欧洲的血统中国永远赶不上”、“中国人不够聪明，近亲繁殖太久了”。2019年11月5日，中国科学院自动化所研究所对此进行停职调查。11月7日，自动化研究所公布声明对其解除合同。11月8日，北京市公安局出入境管理局注销其工作居留许可、限期离境。

## 外部連結
- 马克·克拉斯在互联网电影资料库（IMDb）上的資料（英文）